# Communauté d'universités et établissements de Toulouse
Het consortium Comue de Toulouse, officieel Communauté d'universités et établissements de Toulouse (tot 2022 Université fédérale de Toulouse Midi-Pyrénées; van 2023-2025 Université de Toulouse (ComUE)), is een overkoepelende organisatie van universiteiten en hoger onderwijs in de Franse regio Midi-Pyrénées. Aan de veertien deelnemende onderwijsinstituten, waarvan de meeste zijn voortgekomen uit de historische Universiteit van Toulouse, studeren in totaal circa 110.000 studenten.

## Geschiedenis
Op 12 november 1968 werd, min of meer als gevolg van de Parijse studentenrevolte, een nieuwe hogeronderwijswet ("la loi Faure") aangenomen, als gevolg waarvan veel universiteiten werden opgesplitst. Dat gebeurde ook bij de uit 1229 daterende Universiteit van Toulouse, waardoor in 1969 drie instellingen ontstonden: Toulouse I, II en III. Toch bleek er later weer behoefte aan samenwerking.
Een eerste vorm van samenwerking tussen de hoger onderwijsinstellingen in de regio Toulouse was de in 2007 opgerichte Pôle de recherche et d'enseignement supérieur. Op 22 juli 2013 werd een nieuwe hoger onderwijswet aangenomen, de loi relative à l'enseignement supérieur et à la recherche, die de vorming van nieuwe samenwerkingsverbanden mogelijk maakte, de zogenaamde "comues" of "ComUEs", een afkorting van communautés d'universités et établissements.
Het consortium ("comue") van Toulouse werd op 1 juli 2015 opgericht onder de naam Université fédérale de Toulouse Midi-Pyrénées. Het biedt onderwijs en onderzoek op het gebied van natuurwetenschappen, technologie, bestuurskunde, economie, taalkunde, politieke wetenschappen en filosofie.
Op 1 januari 2023 werd de naam Université de Toulouse ingevoerd, waaraan meestal tussen haakjes "ComUE" werd toegevoegd om verwarring met de historische Universiteit van Toulouse te voorkomen. Op 1 januari 2025 werd de naam opnieuw gewijzigd naar Comue de Toulouse, omdat de Université Toulouse-III Paul Sabatier de naam Universiteit van Toulouse / Université de Toulouse aannam.

## Organisatie
Het consortium bestaat uit de volgende instellingen:
- Université Toulouse I - Capitole
- Université Toulouse II - Jean Jaurès
- Université Toulouse III - Paul Sabatier
- Institut national polytechnique de Toulouse (Toulouse INP), bestaat uit 7 scholen
- Institut national des sciences appliquées de Toulouse (INSA Toulouse)
- Institut supérieur de l'aéronautique et de l'espace (ISAE-SUPAERO)
- Institut d'études politiques de Toulouse (Sciences Po Toulouse)
- Institut national universitaire Jean-François-Champollion (INUC)
- École des Mines d'Albi-Carmaux (IMT Mines Albi)
- École nationale de l'aviation civile (ENAC)
- École nationale supérieure d'architecture de Toulouse (ENSA Toulouse)
- École nationale supérieure de formation de l’enseignement agricole (ENSFEA)
- Toulouse Business School (TBS)
- Institut Catholique d'Arts et Métiers (ICAM)

## Voorzitters
- 2007-2009: Jacques Erschler
- 2009-2010: Louis Castex
- 2010-2012: Gilbert Casamatta
- 2012-2016: Marie-France Barthet
- 2016-2022: Philippe Raimbault
- 2022-2023: Marc Renner (interim)
- 2023-heden: Michael Toplis